# Lucie Hochmann
Pour les articles homonymes, voir Hochmann.
Lucie Hochmann, née Záleská le 7 juillet 1991 à Podbořany, est une coureuse cycliste tchèque. Active sur route et sur piste, elle détient vingt titres de championne de République tchèque en 2018. Elle est mariée avec le cycliste Jiří Hochmann.

## Palmarès sur piste

### Championnats du monde
- Moscou 2009
  -  Médaillée d'argent du championnat du monde de scratch juniors
- Apeldoorn 2011
  - 10e du scratch
- Minsk 2013
  - 10e de la poursuite
  - 15e de l'omnium
- Saint-Quentin-en-Yvelines 2015
  - 18e de l'omnium
- Hong Kong 2017
  - 13e du scratch
- Pruszków 2019
  - Abandon lors de l'américaine

### Championnats d'Europe
- Pruszków 2008
  -  Championne d'Europe du scratch juniors
  -  Médaillée de bronze de la poursuite juniors
- Minsk 2009
  -  Médaillée d'argent de la poursuite juniors
- Saint-Pétersbourg 2010
  -  Médaillée d'argent de la poursuite espoirs
- Anadia 2012
  -  Médaillée d'argent de la poursuite espoirs
  -  Médaillée de bronze de l'omnium espoirs
- Anadia 2013
  -  Médaillée de bronze de la poursuite espoirs
  -  Médaillée de bronze du scratch espoirs
  -  Médaillée de bronze de l'omnium espoirs

### Championnats nationaux
- Championne de République tchèque de la course aux points en 2011
- Championne de République tchèque de vitesse en 2011
- Championne de République tchèque de vitesse par équipes en 2011
- Championne de République tchèque du 500 mètres en 2011, 2012
- Championne de République tchèque de scratch en 2011, 2016, 2017
- Championne de République tchèque de poursuite en 2012, 2016, 2017, 2018
- Championne de République tchèque de poursuite par équipe en 2012, 2014, 2016, 2017, 2018
- Championne de République tchèque de l'omnium en 2012, 2015
- Championne de République tchèque de l'américaine en 2017 (avec Ema Kaňkovská)

## Palmarès sur route

### Par années
- 2009
  - Championne de République tchèque du contre-la-montre juniors
  - 3e du championnat de République tchèque sur route juniors
- 2017
  - 2e du championnat de République tchèque sur route
- 2018
  - 3e de la Horizon Park Women Challenge

### Classements mondiaux
| Année                                 | 2017 | 2018 | 2019 |
| ------------------------------------- | ---- | ---- | ---- |
| Classement UCI                        | 427e | 369e | 912e |
|                                       |      |      |      |
| Légende : nc = non classéSource : UCI |      |      |      |